# Die Fabulösen Thekenschlampen
Die Fabulösen Thekenschlampen war in den 1990ern eine deutsche Rockband aus Köln.
Die Band bestand aus den Mitgliedern Claudia Bell, Maggie Ooster, Michael Rötgens, Mirja Boes, Susanne und Uli Bergmann. 1995 erreichte sie einen Publikumserfolg mit ihrer CD Titten, Theken, Temperamente (in Anspielung auf das Kulturmagazin des Hessischen Rundfunks Titel Thesen Temperamente). 1997 war sie mit Toni, lass es polstern in den Top 30 in Österreich platziert. Dieser Titel war eine Anspielung auf den Fußballspieler Toni Polster, der seinerzeit als Stürmer beim 1. FC Köln spielte.

## Diskografie
| Jahr     | Albumtitel                                                                 | Bemerkungen |
| -------- | -------------------------------------------------------------------------- | --- |
| 1995 (?) | Am Leben im Luxor                                                          | Promo-CD, verschiedene wörtliche Hit-Covers von englisch nach deutsch; z. B. Nietenhosen (Original: Jeans On von David Dundas) oder Quatsch nich’, komm küss (Original: Don’t talk, just kiss von Right Said Fred) |
| 1995     | Titten Theken Temperamente                                                 | Englische Hits relativ wörtlich übersetzt; z. B. Scharfes Ding (Original: You Sexy Thing von Hot Chocolate) oder Papa Kalt (Original: Daddy Cool von Boney M.)                                                     |
| 1995     | Learning Carneval Lesson 1                                                 | Maxi-CD mit den kölschen Klassikern Mer losse d’r Dom in Kölle der Bläck Fööss und Echte Fründe ston zesamme der Höhner auf Englisch                                                                               |
| 1997     | Greatest Tits                                                              | Bis auf Ich schoss den Scheriff eigene Lieder |
| 1997     | Weihnachten mit Richie und den Thekenschlampen (auch Richie, Live Labarei) | Special Guests mit fünf Liedern bei einem Auftritt von Richie, der Radiofigur von Matze Knop |
| 1999     | Es regnet Jungs – mit Dirk Bach                                            | Maxi-CD mit einem Cover von It’s Raining Men der Weather Girls |
| 2000     | Bei lebendigem Leibe – Live und in Farbe                                   | Neue Songs und Mitschnitt eines Livekonzerts |